# Male Sesvete
Male Sesvete – wieś w Chorwacji, w żupanii kopriwnicko-kriżewczyńskiej, w mieście Križevci. W 2011 roku liczyła 46 mieszkańców.